# DCT (Ampex)
DCT (англ. Digital Component Technology — цифровая компонентная технология) формат цифровой компонентной видеозаписи, создан фирмой Ampex в 1992 году.

## Система DCT
Ampex представила не только формат записи, а целую цифровую систему компоновки телевизионных программ, соответствующую Рекомендации 601 МККР. Система DCT включала:
- цифровой компонентный видеомагнитофон DCT 700d
- семейство кассет DCT 700t,
- коммутатор DCT 700s,
- контроллер монтажа DCT 700e,
- систему цифровых эффектов DCT 500a
- интерфейсное оборудование:
  - многоканальный преобразователь аналог-цифра и цифра-аналог DCT 700i
  - цифровой распределитель сигналов DCT 710i.

Для большей гибкости и удобства в межэлементных соединениях система DCT предлагалась в версиях с параллельными и последовательными (по одному кабелю) связями. Система DCT могла работать и в новых (на тот момент) стандартах телевизионного вещания, например, PAL-plus c форматом кадра 16:9. Такие изменения могли быть выполнены без аппаратурных трансформаций благодаря программируемости основных устройств, входящих в систему DCT. Создателями DCT двигал системный подход и стремление совершенствовать весь процесс создания ТВ-программ.
Цифровой компонентный видеомагнитофон DCT 700d имел систему обработки цифрового компонентного сигнала, соответствующую стандарту 4:2:2 МККР 601 и обеспечивающую качество изображения и прозрачность, необходимые для многократных перезаписей. В системе обработки использовалась компрессия записываемых данных со степенью 2:1.
В DCT 700d были использованы новая система коррекции ошибок и усовершенствованные методы обработки и пространственной фильтрации сигнала типа фирменных систем Ampex ADO и Zeus, обеспечивающие замедленное воспроизведение изображения без дрожания и размытости.
В системе DCT была применена усовершенствованная лента с металлопорошковым покрытием, обеспечивающая повышенную отдачу на малых длинах волн (ширина ленты 19,01 мм, толщина 13 мкм). Были предложены кассеты трех размеров, которые обеспечивают время записи до 208 минут (стандарт 525/60) и до 187 минут (стандарт 625/50). На одной кассете мог быть записан полнометражный художественный фильм, что облегчало копирование и распределение фильмов.
Среди других особенностей можно отметить:
- переключение между стандартами 525/60 и 625/50;
- возможность использования аппарата в качестве накопителя для систем компьютерной графики и перевода кинофильмов на магнитную ленту;
- переменную скорость воспроизведения в диапазоне от −1 до +3 номинальной скорости;
- «замораживание» изображения с ленты и возможность демонстрации первого поля, второго поля и полного кадра;
- диагностику аппарата в реальном времени
- максимальная скорость перемотки в 60 раз превышает номинальную

В магнитофоне DCT 700d — четыре цифровых звуковых канала (18 бит, 48 кГц) с AES-интерфейсом. DCT 700d был единственным в своё время видеомагнитофоном, в котором расширение функциональных возможностей системы могло быть выполнено путём изменения программного обеспечения работы аппарата. Для этого магнитофон был оснащен встроенным дисководом для 3,5" гибких дисков.
Большинство параметров видеомагнитофона системы DCT свидетельствует о высоком уровне качества и о заложенном в конструкцию аппарата потенциале. Однако значение одного параметра — ширины ленты, равной 19 мм, выявило со временем просчет разработчиков. При такой ширине ленты практически невозможно создать конкурентоспособную видеокамеру. Система DCT оказалась лишь совершенной системой компоновки телевизионных программ, функциональные возможности которой не могли быть расширены до съемки.

## Технические характеристики
Видео
- Частота дискретизации, МГц
  - 13,5 (Y)
  - 6,75 (R-Y/B-Y)
- Числ отсчетов в строке
  - 720 (Y)
  - 360 (R-Y/B-Y)
- Квантование, бит/отсчет — 8
- Компрессия — 2:1

Звук
- Частота дискретизации, кГц — 48
- Квантование, бит/отсчет — 16-20
- Число каналов — 4

Параметры формата
- Ширина ленты, мм — 19,01
- Рабочий слой — Металлопорошковый (1500 Э)
- Размеры кассет, мм:
  - S — 172 х 109 х 33
  - M — 254 х 150 х 33
  - L — 366 х 206 х 33
- Минимальная длина волны, мкм — 0,85 (525/60)
- Диаметр барабана головок, мм — 96,4
- Число видеоголовок — 6
- Частота вращения барабана, оборотов/с — 90/1,001 (525/60)
- Число строчек/поле — 6
- Длина строчки, мм — 150
- Шаг строчек, мкм — 39
- Азимут — +/- 15
- Скорость транспортирования ленты, мм/с — 131,7
- Продольные дорожки:
  - Дорожки временного кода
  - управления
  - монтажного звука
- Толщина ленты, мкм — 13
- Время записи на кассеты, мин.:
  - S −32
  - M — 94
  - L — 208